# Alexandra Fröhlich
Alexandra Fröhlich (* 1. Februar 1967; † 22. April 2025 in Hamburg) war eine deutsche Journalistin und Schriftstellerin.

## Leben
Alexandra Fröhlich war zunächst in der Ukraine als Journalistin tätig und gründete in Kiew ein Frauenmagazin. In Deutschland arbeitete sie später als freie Autorin für verschiedene Frauenmagazine, darunter Petra und Freundin.
Im Jahr 2012 veröffentlichte sie bei Knaur ihren Debütroman Meine russische Schwiegermutter und andere Katastrophen um die sture Schwiegermutter Darja, deren Sohn Artjom und Anwältin Paula, die sich in Artjom verliebt. Der Roman wurde über 50.000 Mal verkauft und erreichte die Spiegel-Bestsellerliste. Er erschien unter dem Titel Ma belle-mère russe et autres catastrophes 2015 auch auf Französisch. Im 2014 erschienenen Folgeroman Reisen mit Russen reist die Hamburger Anwältin Paula zur Versöhnung zu ihrem russischen Mann Artjom nach Kiew und erfährt dort, dass er verschwunden ist, woraufhin sie unter anderem mit ihrer Schwiegermutter auf die Suche nach ihm geht. In beiden Werken verarbeitete Fröhlich autobiografisch gefärbt ihre – später gescheiterte – Beziehung mit einem Russen. Es folgten der Kriminalroman Gestorben wird immer (2016) um die 91-jährige Agnes Weisgut, die als Leiterin des Steinmetzbetriebs Weisgut & Söhne in Hamburg endlich reinen Tisch machen will, und Dreck am Stecken (2019) um das Tagebuch des verstorbenen Opas Heinrich, das zahlreiche Geheimnisse enthüllt. 
Fröhlich hatte einen Sohn aus erster Ehe; ihr Mann verstarb bei einem Unfall. Aus der Beziehung mit einem russischen Theaterschauspieler stammten Zwillinge. Fröhlich lebte zuletzt mit ihren Söhnen auf einem Hausboot am Holzhafenufer in Hamburg-Moorfleet. Dort wurde die 58-Jährige am 22. April 2025 tot aufgefunden. Ermittler gehen von einem Gewaltverbrechen aus. Anfang Mai 2025 wurde in Hamburg-Rothenburgsort ein Verdächtiger aus dem familiären Umfeld der Getöteten festgenommen.

## Werke
- Meine russische Schwiegermutter und andere Katastrophen. Knaur, München 2012, ISBN 3-426-51256-4.
- Reisen mit Russen. Knaur, München 2014, ISBN 978-3-426-51468-9.
- Gestorben wird immer. Penguin, München 2016, ISBN 978-3-328-10001-0.
- Dreck am Stecken. Penguin, München 2019, ISBN 978-3-328-10231-1.